# メディウム (漫画)
『メディウム』は、徳間書店が刊行していた怪奇漫画アンソロジー。アニメージュコミックスのレーベルとして1984年から1987年に季刊発売された。

## 概要
アンソロジーコミック『プチアップルパイ』（徳間書店）が成功を収め、以後、『ハイパーゾーン』（特撮コミックアンソロジー）、『ワープin』（SFコミックアンソロジー）といったアンソロジーコミックが並立した。その中で大塚英志が立ち上げに関わっていたものが本誌『メディウム』である。
高橋葉介の『夢幻紳士』（後に「怪奇篇」と称される）、飯田耕一郎の『邪学者姫野命シリーズ』を主軸としていた。
廃刊後は、『月刊少年キャプテン』に吸収されたシリーズも多い。

## 書籍情報
1. 1984年4月10日
2. 1984年7月10日
3. 1984年10月10日
4. 1985年1月10日
5. 1985年4月10日
6. 1985年7月10日
7. 1985年10月10日
8. 1986年2月10日
9. 1986年4月10日
10. 1986年7月10日
11. 1986年10月10日
12. 1987年1月10日

- メディウムSPECIAL 1987年5月10日

## 主な掲載作品・執筆者
- 夢幻紳士 怪奇篇 （高橋葉介、Vol.1 - Sp.）
- 邪学者姫野命シリーズ （飯田耕一郎、Vol.1 - Sp.）
  - 邪学者姫野命シリーズ - マンガ図書館Z(外部リンク)
- ぐりんちゃんのおとぎばなし （西秋ぐりん、Vol.1 - Vol.4）
- 飛天霊異譚 （仲村計、Vol.7 - Vol.12）
- 綺譚倶楽部 （JET、Vol.8 - Sp.）
- いくたまき
- 風忍
- 千之ナイフ
- 田島昭宇
- 藤原カムイ